# すいたんすいこう
すいたんすいこうは、プロダクションHITに所属するお笑いコンビ。

## メンバー
黒澤 正徳（くろさわ まさのり、1982年3月18日 - ）（43歳）
ボケ担当。立ち位置は向かって左。愛称は「くろちゃん」。
- 身長163 cm、体重85.2 kg。胸囲85.2 cm、腹囲85.2 cm、腰囲85.2 cm。
- かつては山中企画に所属し、コンビ「ひでのりん」として活動していた。
- 水戸短期大学附属高等学校（現・水戸啓明高等学校）、城西国際大学卒業。
- 茨城県のメンズアイドル「I-con.」では、「POPO」の名義で緑色を担当している。

鈴木 賢治（すずき けんじ、1987年1月19日 - ）（38歳）
ツッコミ担当。立ち位置は向かって右。愛称は「スズケン」。
- 身長170 cm、体重68 kg。血液型はB型。
- かつてはコンビ「笑輝」として活動していた。
- 茨城県立水戸工業高等学校卒業。
- ものまね芸人としても活動しており、「ものまねSMAP」では香取慎吾役、「ものまねTOKIO」では長瀬智也役を担当。

## 来歴
2011年6月11日結成。
共に茨城県出身であり、水戸市内の高校の出身である。コンビ名は、黒澤の出身校の通称「すいたん」と、鈴木の出身校の通称「すいこう」を組み合わせたもの。
茨城県を拠点に活動しており、「茨城県出身の“茨城愛”芸人」と紹介されることもある。

## 賞レース成績
| 年度             | 結果      | エントリー No. | 会場                        | 日程     |
| ---------------- | --------- | -------------- | --------------------------- | -------- |
| 2015年（第11回） | 2回戦進出 | 379            | 雷5656会館ときわホール      | 10月15日 |
| 2016年（第12回） | 1回戦敗退 | 1662           | 新宿シアターブラッツ        | 9月20日  |
| 2017年（第13回） | 2回戦進出 | 736            | 雷5656会館ときわホール      | 10月4日  |
| 2018年（第14回） | 2回戦進出 | 928            | 雷5656会館ときわホール      | 10月4日  |
| 2019年（第15回） | 2回戦進出 | 102            | 雷5656会館ときわホール      | 10月21日 |
| 2020年（第16回） | 1回戦敗退 | 3166           | シダックスカルチャーホールA | 9月29日  |
| 2021年（第17回） | 2回戦進出 | 3165           | 雷5656会館ときわホール      | 10月13日 |
| 2022年（第18回） | 2回戦進出 | 4440           | 雷5656会館ときわホール      | 10月17日 |
| 2023年（第19回） | 2回戦進出 | 4831           | 雷5656会館ときわホール      | 10月26日 |

## 出演

### テレビ
- すいたんすいこうのサバイバルミュージック（ミュージック・ジャパンTV、2016年7月28日 - 2017年1月26日）

### ラジオ
- JUMP!（茨城放送、2011年11月30日 - 2012年3月28日） - 水曜パーソナリティ
- すいたんすいこうのすいすい水曜茨城愛♡（茨城放送、2013年10月2日 - 2014年3月26日）
- すいたんすいこうのすいすい水曜茨城愛（茨城放送、2019年7月3日 - 2022年3月23日）

### 配信番組
- すいたんすいこうのキンキラ金曜茨城愛（YouTube、2014年4月11日 - 2015年3月7日） - 「いばキラTV - IBAKIRA TV -」チャンネル内

## 主要なライブ・イベント
- THE 茨城愛（茨城県出身のアーティストらを集めて行う音楽フェス[12][13]） - 主催[12]
  - THE 茨城愛 vol.1（2017年3月19日、茨城県立県民文化センター）
  - THE 茨城愛 vol.2（2018年6月16日、茨城県立県民文化センター）
  - THE 茨城愛 vol.3（2019年7月7日、駿優教育会館）[12]
  - THE 茨城愛 〜愛は茨城を救う〜（2019年11月4日、エクセルホール）[13]
  - THE 茨城愛 〜愛はライブハウスを救う〜（2020年4月19日、YouTube）[14][15]
  - THE 茨城愛 -online- 〜愛はライブハウスを救う〜（2020年11月7日、YouTube）
  - THE 茨城愛 -外伝-（20227年2月22日、club SONIC mito）
  - THE 茨城愛 〜地元愛編〜「山蔦シュン・すいたんすいこうジョイントコンサート」（2022年10月8日、東海文化センター）